# Pescarolo Team
Pour les articles homonymes, voir Pescarolo.
Ne pas confondre avec Pescarolo Sport, écurie existante de 2000 à 2010.
Pescarolo Team est une écurie française de compétition automobile dont les locaux étaient installés à l'Antarès-Technoparc du Mans, dans la Sarthe. Fondée par le pilote français Henri Pescarolo le 16 décembre 2010, l'équipe conçoit et fabrique des modèles de voitures Sport-prototypes répondant à la réglementation Le Mans Prototype établie par l'ACO et participe au championnat Le Mans Series ainsi qu'aux 24 Heures du Mans.
Le 17 juillet 2012, la société Pescarolo Team SAS est mise en procédure de sauvegarde. La continuation économique de la société étant impossible, Pescarolo Team est déclarée en liquidation judiciaire le 8 janvier 2013.

## Historique
La société a été fondée à la suite du rachat des structures de l'écurie Pescarolo Sport, le 15 octobre 2010, lors d'une vente aux enchères par Joël Rivière et Jacques Nicolet. Ces derniers ont immédiatement décidé de confier l'écurie à Henri Pescarolo.
Par la suite, l'Association Pescarolo 2011 sera créée afin que toute personne puisse aider financièrement la nouvelle écurie. Chaque membre paye 10 euros pour y adhérer et 100 euros ou plus pour être un « adhérent donateur ». En février 2012, l'association comptait 1 900 membres et a rapporté 140 000 euros de dons.
Engagée au championnat Le Mans Series 2011 avec une Pescarolo 01, l'écurie remporte la première course aux 6 Heures du Castellet. Ce résultat est renforcé lors des 1 000 kilomètres de Spa 2011 puisque l'équipe arrive en tête des engagés en Le Mans Series derrière les Peugeot 908 (2011) et Audi R18 TDI qui ne participent qu'à l'Intercontinental Le Mans Cup. Invitée pour les 24 Heures du Mans 2011, la voiture est en tête des « Essences » et devant la Peugeot Oreca mais l'équipe doit abandonner à quelques heures de l'arrivée après une sortie de piste d'Emmanuel Collard à la suite d'une averse. L'équipe termine troisième des engagés en Le Mans Series lors des 6 Heures d'Imola, derrière les deux Rebellion, les deux Peugeot et les deux Audi, malgré un changement de disque de frein qui retarda longtemps la voiture au stand. L'équipe termine second des engagés aux Le Mans Series lors des 6 Heures de Silverstone derrière une Rebellion mais une Oak-Pescarolo termina sur le podium au général. Lors de la dernière épreuve des Le Mans Series, aux 6 Heures d'Estoril, le Pescarolo Team renoue avec la victoire et remporte le titre Pilotes avec Emmanuel Collard, Julien Jousse et Christophe Tinseau (lequel n'a pas pris le volant à cause d'une stratégie visant à gagner du temps au stand). Mais l'équipe ne put remporter le titre Équipe à cause des deux pole positions des Rebellion lors de la saison.
L'équipe remporte également le Michelin Green X Challenge, ce qui fait que le Pescarolo Team possède deux invitations d'office aux 24 Heures du Mans 2012. Ces invitations sont confirmées lors de la parution des invitations officielles. Deux châssis sont alors engagés : la nouvelle Pescarolo 03 et la Dome S102.5.

## Palmarès

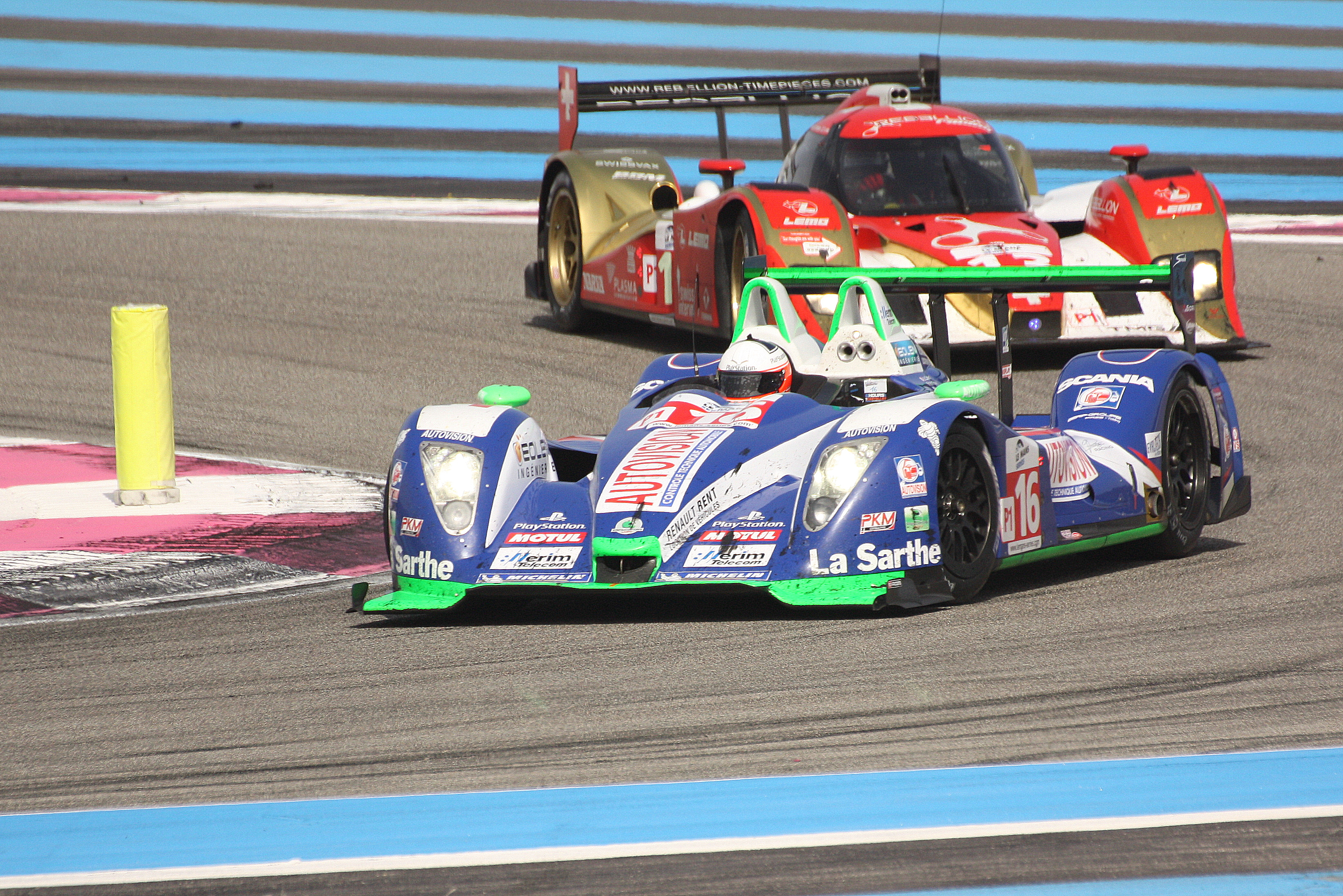
La Pescarolo 01 devant la Rebellion Lola B10/60 aux 6 Heures du Castellet 2011.

### Victoires
| Date              | Championnat    | Épreuve               | Pilotes                |
| ----------------- | -------------- | --------------------- | ---------------------- |
| 3 avril 2011      | Le Mans Series | 6 Heures du Castellet | Collard-Tinseau-Jousse |
| 25 septembre 2011 | Le Mans Series | 6 Heures d'Estoril    | Collard-Jousse         |

### Titres
- Titre pilote Le Mans Series en 2011 pour Emmanuel Collard et Julien Jousse
- Vainqueur du Michelin Green X Challenge en 2011

## Résultats

### Résultats aux 24 Heures du Mans
| Saison | Écurie         | Châssis          | Moteur                | Pneus    | Numéro | Qualif | Course |
| ------ | -------------- | ---------------- | --------------------- | -------- | ------ | ------ | ------ |
| 2011   | Pescarolo Team | Pescarolo 01 Evo | Judd GV5 S2 5.0 L V10 | Michelin | 16     | 9e     | Abd    |
| 2012   | Pescarolo Team | Pescarolo 03     | Judd DB 3.4 L V8      | Michelin | 16     | 13e    | Abd    |
| 2012   | Pescarolo Team | Dome S102.5      | Judd DB 3.4 L V8      | Michelin | 17     | 10e    | NC     |

### Résultats aux Journées Test des 24 Heures du Mans
| Edition | Écurie         | Châssis          | Moteur                | Pneus    | Numéro | Position |
| ------- | -------------- | ---------------- | --------------------- | -------- | ------ | -------- |
| 2011    | Pescarolo Team | Pescarolo 01 Evo | Judd GV5 S2 5.0 L V10 | Michelin | 16     | 8e       |
| 2012    | Pescarolo Team | Pescarolo 03     | Judd DB 3.4 L V8      | Michelin | 16     | 12e      |
| 2012    | Pescarolo Team | Dome S102.5      | Judd DB 3.4 L V8      | Michelin | 17     | 10e      |

### Résultats en Le Mans Series
| Saison | Écurie         | Châssis          | Moteur                | Pneus    | Numéro | Courses | Courses | Courses | Courses | Courses | Points inscrits | Classement |
| Saison | Écurie         | Châssis          | Moteur                | Pneus    | Numéro | 1       | 2       | 3       | 4       | 5       | Points inscrits | Classement |
| ------ | -------------- | ---------------- | --------------------- | -------- | ------ | ------- | ------- | ------- | ------- | ------- | --------------- | ---------- |
| 2011   | Pescarolo Team | Pescarolo 01 Evo | Judd GV5 S2 5.0 L V10 | Michelin |        | CAS     | SPA     | IMO     | SIL     | EST     |                 |            |
| 2011   | Pescarolo Team | Pescarolo 01 Evo | Judd GV5 S2 5.0 L V10 | Michelin | 16     | 1er     | 6e      | 7e      | 6e      | 1er     | 50              | 2e         |

### Résultats aux Journées Test des Le Mans Series
| Edition | Écurie         | Châssis          | Moteur                | Pneus    | Numéro | Position |
| ------- | -------------- | ---------------- | --------------------- | -------- | ------ | -------- |
| 2011    | Pescarolo Team | Pescarolo 01 Evo | Judd GV5 S2 5.0 L V10 | Michelin | 16     | 3e       |

### Résultats en Championnat du monde d'endurance FIA
| Saison | Écurie         | Châssis          | Moteur                | Pneus    | Numéro | Courses | Courses | Courses | Courses | Courses | Courses | Courses | Courses | Points inscrits | Classement |
| Saison | Écurie         | Châssis          | Moteur                | Pneus    | Numéro | 1       | 2       | 3       | 4       | 5       | 6       | 7       | 8       | Points inscrits | Classement |
| ------ | -------------- | ---------------- | --------------------- | -------- | ------ | ------- | ------- | ------- | ------- | ------- | ------- | ------- | ------- | --------------- | ---------- |
| 2012   | Pescarolo Team | Pescarolo 01 Evo | Judd GV5 S2 5.0 L V10 | Michelin |        | SEB     | SPA     | LMS     | SIL     | SÃO     | BHR     | FUJ     | SHA     |                 |            |
| 2012   | Pescarolo Team | Pescarolo 01 Evo | Judd GV5 S2 5.0 L V10 | Michelin | 16     | 6e      |         |         |         |         |         |         |         | 25              | 5e         |
| 2012   | Pescarolo Team | Pescarolo 03     | Judd DB 3.4 L V8      | Michelin | 16     |         | Forf.   | Abd     |         |         |         |         |         | 25              | 5e         |
| 2012   | Pescarolo Team | Dome S102.5      | Judd DB 3.4 L V8      | Michelin | 17     |         | 15e     | NC      |         |         |         |         |         | -               | -          |

## Voitures
Lors de la saison 2011, une seule voiture est engagée en compétition en Le Mans Series et aux 24 Heures du Mans. Elle porte en compétition le no 16. Il s'agit d'une Pescarolo 01 à moteur V10 Judd GV de 5 L. Le châssis (Pescarolo 01-08) était celui utilisé par Pescarolo Sport en 2009 remportant les 1 000 km de l'Algarve et les 1 000 kilomètres d'Okayama 2009.
En 2012, l'écurie innove en engageant deux nouvelles voitures : la Dome S102.5 qui débute lors des 6 Heures de Spa 2012 et la Pescarolo 03 réalisée sur la base de l'Aston Martin AMR-One. Ces deux voitures sont dotées du moteur V8 Judd DB de 3,4 L conforme à la nouvelle réglementation 2012.
En 2009, la marque avait créé la Pescarolo 02, une barquette de type LMP3 utilisée principalement par l'école de pilotage de l'Automobile Club de l'Ouest.

## Pilotes et anciens pilotes
- Seiji Ara
- Jean-Christophe Boullion
- Sébastien Bourdais
- Emmanuel Collard
- Stuart Hall
- Julien Jousse
- Nicolas Minassian
- Christophe Tinseau